# الأنبا أبيفانيوس
أنبا أبيفانيوس (27 يونيو 1954 - 29 يوليو 2018) راهب وأسقف مصري راحل. منذ 2013؛ شغل منصب أسقف ورئيس لدير الأنبا مقار في وادي النطرون بمصر حتى وُجِدَ مقتولا في 29 يوليو 2018.

## حياته
ولد في طنطا بمحافظة الغربية شمال مصر، ودرس الطب. والتحق بالدير في 17 فبراير 1984 م، ورُسِمَ قساً في 17 أكتوبر 2002، وانتُخب أسقفا ورئيسا لدير الأنبا مقار في مارس 2013.

## وفاته
وُجد الأنبا أبيفانيوس مقتولا في ظروف غامضة يوم الأحد 29 يوليو 2018. ونتيجة التحقيقات تبين أن القاتلين هما الراهبين أشعياء المقاري وفلتاؤوس المقاري، وقضت محكمة جنايات دمنهور يوم الأربعاء 24 أبريل 2019 بالحكم عليهما بالإعدام شنقاً بعد إحالة هيئة المحكمة أوراقهما إلى مفتي الجمهورية في شهر فبراير 2019.